# NBA G League Most Valuable Player Award
Le trophée de Most Valuable Player (MVP) est une récompense attribuée chaque année par la NBA G League, depuis sa saison inaugurale, au meilleur joueur de la saison régulière qui est déterminé par un vote des entraîneurs des 27 équipes constituant la ligue.

## Historique
| Saison    | Joueur           | Position           | Équipe                      |
| --------- | ---------------- | ------------------ | --------------------------- |
| 2001-2002 | Ansu Sesay       | Ailier-Ailier fort | Groove de Greenville        |
| 2002-2003 | Devin Brown      | Arrière            | Patriots de Fayetteville    |
| 2003-2004 | Tierre Brown     | Meneur             | Lowgators de Charleston     |
| 2004-2005 | Matt Carroll     | Arrière            | Dazzle de Roanoke           |
| 2005-2006 | Marcus Fizer     | Ailier fort        | Toros d'Austin              |
| 2006-2007 | Randy Livingston | Meneur             | Stampede de l'Idaho         |
| 2007-2008 | Kasib Powell     | Ailier             | Skyforce de Sioux Falls     |
| 2008-2009 | Courtney Sims    | Pivot              | Energy de l'Iowa            |
| 2009-2010 | Mike Harris      | Ailier             | Vipers de Rio Grande Valley |
| 2010-2011 | Curtis Stinson   | Meneur             | Energy de l'Iowa            |
| 2011-2012 | Justin Dentmon   | Meneur             | Toros d'Austin              |
| 2012-2013 | Andrew Goudelock | Arrière            | Vipers de Rio Grande Valley |
| 2013-2014 | Ron Howard       | Arrière            | Mad Ants de Fort Wayne      |
| 2013-2014 | Othyus Jeffers   | Arrière-Ailier     | Energy de l'Iowa            |
| 2014-2015 | Tim Frazier      | Meneur             | Red Claws du Maine          |
| 2015-2016 | Jarnell Stokes   | Ailier fort-Pivot  | Skyforce de Sioux Falls     |
| 2016-2017 | Vander Blue      | Arrière            | D-Fenders de Los Angeles    |
| 2017-2018 | Lorenzo Brown    | Meneur-Arriere     | Raptors 905                 |
| 2018-2019 | Chris Boucher    | Ailier fort-Pivot  | Raptors 905                 |
| 2019-2020 | Frank Mason III  | Meneur             | Herd du Wisconsin           |
| 2020-2021 | Paul Reed        | Ailier             | Blue Coats du Delaware      |
| 2021-2022 | Trevelin Queen   | Arrière            | Vipers de Rio Grande Valley |
| 2022-2023 | Carlik Jones     | Meneur             | Bulls de Windy City         |
| 2023-2024 | Mac McClung      | Meneur             | Magic d'Osceola             |